# Антонович Іван Іванович
Іван Іванович Антонович (біл. Іван Іванавіч Антановіч; нар. 3 квітня 1937) — радянський діяч (член Політбюро Компартії РРФСР), білоруський дипломат (міністр закордонних справ Білорусі, 1997—1998).

## Біографія
Закінчив Мінський державний педагогічний інститут іноземних мов. Доктор філософських наук. Професор.
З 1969 — працював в секретаріаті ООН, в радянському представництві при ЮНЕСКО.
З 1977 — секретар Мінського міському КПБ, згодом — завідувач відділом культури ЦК Компартії Білорусі.
З 1987 — проректор з наукової роботи Академії суспільних наук при ЦК КПРС.
З 1990 по 1991 — заступник завідувача відділу ЦК КПРС із зв'язків з громадсько-політичними організаціями.
З 1990 по 1991 — член Політбюро Компартії РРФСР.
З 1990 по 1991 — секретар ЦК КП РРФСР із зв'язків з громадсько-політичними організаціями.
З 1991 по 1993 — працював у Міжнародній неурядовій науково-дослідній і освітній організації «РАУ-Корпорація».
З 1996 по 1997 — заступник міністра закордонних справ Республіки Білорусь.
З 1997 по 1998 — Міністр закордонних справ Республіки Білорусь.